# Cipreses
Cipreses är en ort i Mexiko.   Den ligger i kommunen Mineral de la Reforma och delstaten Hidalgo, i den sydöstra delen av landet, 80 km nordost om huvudstaden Mexico City. Cipreses ligger 2 353 meter över havet och antalet invånare är 2 129.
Terrängen runt Cipreses är kuperad norrut, men söderut är den platt. Runt Cipreses är det tätbefolkat, med 982 invånare per kvadratkilometer. Närmaste större samhälle är Pachuca de Soto, 7,4 km nordost om Cipreses. Omgivningarna runt Cipreses är i huvudsak ett öppet busklandskap.